# Enhedslisten
Enhedslisten – De Rød-Grønne, i daglig tale Enhedslisten, er et dansk socialistisk politisk parti, der er det mest venstreorienterede parti i Folketinget. Partiets formål er at arbejde for skabelsen af et socialistisk demokrati i Danmark, samt at sikre samarbejde på venstrefløjen.
Enhedslisten blev dannet som et samarbejde mellem Venstresocialisterne (VS), Danmarks Kommunistiske Parti (DKP) og Socialistisk Arbejderparti (SAP) i 1989. To år efter blev listen omdannet til et egentligt parti. Samme år blev Kommunistisk Arbejderparti optaget i Enhedslisten. I 2014 tilsluttede en ny forening, Socialisten, sig også partiet. Omvendt har Internationale Socialister været en del af Enhedslisten, men udtrådte af samarbejdet i januar 2015.
Enhedslisten har som det eneste parti i Folketinget ingen formand eller leder, men har siden 2009 haft en politisk ordfører valgt af folketingsgruppen. Enhedslisten samarbejder med to ungdomsorganisationer. Socialistisk UngdomsFront (SUF) og Rød-Grøn Ungdom (RGU) har begge en samarbejdsaftale med Enhedslisten, henholdsvis siden 2001 og 2020.
Partiets listebogstav er Ø. I Folketinget anvendes forkortelsen EL, i pressen sommetider også Enh. eller Enhl..

## Politisk og ideologisk position
Enhedslisten betegner sig selv som et socialistisk og demokratisk græsrodsparti og ønsker at være talerør for forskellige bevægelser såsom freds-, antidiskriminations- og fagbevægelsen.

### Principprogram
Partiets ideologiske standpunkter er udtrykt i dets principprogram, senest fra 2014. Programmet erstattede principprogrammet fra 2003, der mere eksplicit benyttede sig af politisk marxistisk terminologi, men det nye program er stadig baseret på marxistisk samfundsanalyse. Enhedslisten begrunder således behovet for et socialistisk samfund med klassekampen: "Der er en grundlæggende modsætning mellem de mennesker, økonomiske og politiske kræfter, der tjener penge på andre mennesker og på at udnytte vores naturressourcer, og så på alle os, der får løn for vores arbejde, og som har gavn af fælles løsninger på vores problemer. Derfor er der modsatrettede interesser og kamp mellem de forskellige klasser om, hvordan samfundet skal udvikles."

### Aktuel politik
Partiet indtager ofte et særstandpunkt i forhold til de øvrige partier i Folketinget, og ved afstemninger og forlig i Folketinget fremhæver partiet, at de stemmer for enhver forbedring og imod enhver forringelse. I tråd med dette vedtog partiet på sit årsmøde i 2010, at man ville kunne stemme for en 'rød' finanslov, der ikke indeholder forringelser.

### Miljø og klima
Partiet har siden stiftelsen prioriteret miljøområdet. Da Svend Auken i 1996 kom med et forslag om at halvere CO2-udledningen, kom Enhedslisten således med sin egen energiplan, der skulle stoppe halmafbrænding og sikre opførelsen af flere vindmøller. Målet var, at Danmark i 2030 udelukkende skulle forsynes af vedvarende energikilder.
Partiet støtter også økologi og foreslog økologisk mad i børnehaverne under kommunalvalget 2009. Ved klimatopmødet kritiserede partiet Danmarks indsats for en grønnere politik.. Partiet mener bl.a. at en 100 % omlægning til økologi er det eneste, der kan sikre rent drikkevand, og vil gøre beskyttelseszoner omkring vandboringer obligatoriske. Partiet har også talt for et forbud mod benzinbiler.

### Socialpolitik
Partiet lægger stor vægt på at bekæmpe social ulighed og fattigdom, ligesom man er tilhænger af at styrke og udbygge velfærdssamfundet. Værdipolitisk går partiet ind for mere plads til alle former for forskellighed, bl.a. mht. køn, seksualitet, handicap og etnisk baggrund. Partiet går også ind for en bedre offentlig sektor med flere ansatte og en fair og lige løn til velfærdsprofessionelle 
Partiet mener, at folk selv skal kunne vælge, hvornår de vil tage en uddannelse, og er modstandere af brugerbetaling, som de mener skader mulighederne for, at alle kan tage en uddannelse. Partiet vil gøre op med meningsløs aktivering og gøre det nemmere at optjene dagpengeretten. Derudover kæmper partiet for at alt arbejde skal udføres på danske løn- og ansættelsesvilkår 

### Udlændingepolitik
Enhedslisten går ind for at beskytte mennesker på flugt, og mener, at det skal være nemmere at opnå permanent ophold i Danmark . Johanne Schmidt-Nielsen opfordrede i 2009, i forbindelse med hjemsendelsen af en gruppe irakiske asylansøgere, til, at man skjulte dem illegalt, og efter Kosovokrigen krævede partiet, at Danmark påtog sig et medansvar i forhold til at huse flygtningene. Partiet indgik derfor et forlig med den daværende SR-regering, der indebar at 1.500 flygtninge fik opholdstilladelse i Danmark.
Politisk arbejder partiet for religionsfrihed og adskillelse af kirke og stat.

### Internationalt
Enhedslisten ønsker en ny udenrigspolitik, der tager udgangspunkt i respekt for menneskerettighederne, som efter partiets opfattelse ikke er blevet prioriteret i den hidtidige udenrigspolitik. Endvidere ønsker partiet en højere og mere aktiv støtte til de fattigste lande, og har på denne baggrund fremsat forslag om en fordobling af ulandsbistanden. Enhedslisten har før været fortaler for en dansk udtrædelse af NATO og forholder sig fortsat kritisk overfor organisationen, men mener ikke, at Danmark skal træde ud, da der "ikke eksisterer en alternativ sikkerhedsarkitektur."
Partiet har som grundlæggende princip, at fred er at foretrække frem for krig og har derfor fra starten været modstander af Danmarks deltagelse i både krigene i Afghanistan og Irak. Dog stemte partiet for dansk deltagelse i den FN-sanktionerede militære indsats i Libyen, som skulle beskytte civilbefolkningen mod overgreb fra Muammar al-Gaddafis styrker. Selv om Frank Aaen aktivt arbejdede for en hurtig våbenhvile, førte beslutningen til både ekstern og intern kritik, og efter at NATO var gået ind i aktionen, trak Enhedslisten sin støtte til indsatsen.
Enhedslisten er kritiske overfor EU og støtter en dansk udmeldelse af EU, da EU presser demokratiet og forhindrer en lang række progressive forbedringer. Derimod arbejder partiet i stedet for oprettelsen af et socialt og grønt demokratisk samarbejde som alternativ til EU .
Enhedslisten er en del af venstrefløjsgruppen 'The Left' i Europaparlamentet 

### Økonomisk politik
Partiet er erklæret anti-kapitalistisk og er modstander af princippet om transfer pricing, der indebærer, at multinationale selskaber som Coca-Cola, McDonald's og Unilever betaler skat i lande, hvor den er lavest (se skattely).
Enhedslisten arbejder for en økonomisk politik, der skal give mere lighed og velstand til alle 

## Historie

### Baggrund, dannelse og støtteparti (1989 – 2001)
Enhedslisten blev dannet i april 1989 som en sammenslutning af Danmarks Kommunistiske Parti (DKP), Venstresocialisterne (VS) og Socialistisk Arbejderparti (SAP). Baggrunden var, at DKP på sit landsmøde i 1988 ville forsøge at skabe en bredere alliance af venstreorienterede grupper. I starten blev der lagt op til en socialistisk-miljøvenlig alliance mellem DKP, De Grønne, VS, SAP, Humanisterne og Fælles Kurs og andre progressive grupper. Efter at flere af grupperne ikke kom med, blev VS og SAP de eneste, der var med til at stifte partiet, som første gang kom til offentlighedens kendskab ved et pressemøde den 28. april 1989.
Danmarks Kommunistiske Parti (DKP) var tilhænger af demokratisk centralisme og havde som udgangspunkt en Marxistisk-Leninistisk forståelse af socialisme. Det arbejdede således for kollektiv ejerskab af produktionsmidlerne og planøkonomi, ligesom det ønskede, at samfundet skulle styres af et kommunistisk parti, der skulle forberede overgangen til det klasseløse kommunistiske samfund.[kilde mangler] Venstresocialisterne bestod af forskellige fraktioner og ideologiske opfattelser, hvoraf nogle var betydelig mere anarkistiske i deres socialismeopfattelse end DKP.
I starten var der ikke særlig stor tiltro til, at partiet ville fungere. F.eks. mente SF's daværende formand Gert Petersen, at et samarbejde mellem to så klart forskellige grupper som leninister og VS'ere nødvendigvis ville slå fejl. Seks år efter blev partiet et egentligt parti efter måneders arbejde. Samme år tilsluttede Kommunistisk Arbejderparti sig Enhedslisten.
Ved folketingsvalget i 1990 fik partiet 1,7% af stemmerne og kom derfor ikke over spærregrænsen. Efter SF's ja ved Folkeafstemningen om Edinburgh-aftalen i 1993 skiftede en del tidligere SF-sympatisører og medlemmer imidlertid over til Enhedslisten, som stod for en tydeligere EU-modstand. Ved folketingsvalget i september 1994 kom partiet i Folketinget med 6 mandater. Da Socialdemokratiet og Det Radikale Venstre dannede regering, blev Enhedslisten denne regerings parlamentariske grundlag, med det forbehold, at partiet var villig til at vælte regeringen, hvis den rørte ved EU- eller miljøpolitikken. September samme år vedtog partiet den specielle regel om, at hvert folketingsmedlem skulle tjene 22.000 kr. om måneden, mens resten blev givet i partiskat. Ved Europaparlamentsvalget samme år stillede medlemmer af partiet op på såvel Folkebevægelsen mod EU som Junibevægelsens lister.
Opbakningen  til partiet fortsatte i 1996, og der blev skabt nye initiativer. Partiet var med til at udvikle bydelsråd i Københavns Kommune og var også aktiv på andre områder, f.eks. i kampagnen mod EU. Partiet afslørede, at en serbisk advokat, der skulle gennemgå og dokumentere serbiske asylansøgeres papirer, var medlem af et serbisk fascistparti. Efter hård kamp mod SR-regeringen fik partiet af den grund trumfet igennem at ca. 1.500 – 2.800 serbiske desertører fik dansk opholdstilladelse. Partiets folketingsmedlemmer har protesteret mod beslutninger ved at møde op i "Nej til krig"-t-shirts i 1998 mod krigen i Irak, og iklædt smoking og champagneglas i 1999 mod højere løn til politikerne.
Efter en pæn medlemsfremgang i løbet af 1990'erne, ikke mindst af unge mennesker, oprettedes i påsken 2001 ungdomsorganisationen Socialistisk Ungdomsfront, som er tilknyttet Enhedslisten, ved en sammenlægning mellem det tidligere Enhedslistens Ungdomsnetværk og den revolutionære ungdomsorganisation Rebel.

### I opposition og Asmaa Abdol-Hamids kandidatur (2001 – 2011)
Ved valget i 2001, der førte til dannelsen af VK-regeringen, mistede partiet et mandat. Samme år viste partiet et dokumentarprogram om multinationale selskabers manglede skattebetaling og de efterfølgende to år kom også store afsløringer. Ved besættelsen af Irak i 2003 arrangerede Enhedslisten store demonstrationer mod krigen i landet, og i 2005 afslørede partiet at CIA havde fragtet fanger i dansk luftrum. I 2006 arrangerede partiet også kæmpe demonstrationer mod velfærdsnedskæringerne.
Efter opstillingen af Asmaa Abdol-Hamid som folketingskandidat i maj 2007 opstod en ophedet debat internt i partiet pga. hendes religiøse holdninger, som bl.a. gav sig udslag i, at hun ikke ønskede at give hånd til mænd. Flere fremtrædende partimedlemmer var modstandere af hendes kandidatur, bl.a. med henvisning til marxismens traditionelle ateisme. Konflikten blev skærpet af, at Asmaa Abdol-Hamid svarede uklart på spørgsmål om sit forhold til grundloven, demokrati og sin opfattelse af skellet mellem politik og religion. Enhedslisten oplevede i forbindelse med denne diskussion et fald i vælgertilslutningen.
Enhedslistens vedtagne politik er, at religion skal være en fuldstændig privat sag. Partiet tilbageviste, at Asmaa Abdol-Hamid skulle være islamisk fundamentalist. Samtidig vedtog partiets hovedbestyrelse i begyndelsen af oktober 2007 at indkalde til ekstraordinært årsmøde med henblik på at genoverveje kandidatlisten. Dette skete i forlængelse af omfattende debat om Asmaa Abdol-Hamids kandidatur både internt og i den offentlige debat. Da der blev udskrevet folketingsvalg senere samme måned, afblæstes årsmødet dog igen, og de interne uenigheder blev lagt til side til fordel for en samlet valgkamp. I flere meningsmålinger og i exit polls på valgaftenen den 13. november 2007 stod partiet til at miste sine mandater, men opnåede dog netop et tilstrækkeligt antal stemmer til fire mandater i Folketinget, en tilbagegang fra seks mandater ved 2005-folketingsvalget.
Det fremtrædende medlem Pernille Rosenkrantz-Theil kritiserede efter valget partiledelsen for at "vaske hænder" ved at give Asmaa Abdol-Hamid skylden for valgnederlaget. I april 2008 forlod hun Enhedslisten. og blev senere socialdemokrat.
I marts 2009 besluttede Enhedslisten for første gang i partiets historie at udpege en politisk ordfører; hvervet tilfaldt Johanne Schmidt-Nielsen, som bevarede denne post indtil 2016. Meningsmålingerne viste efter denne beslutning en fremgang i vælgertilslutningen. På det 21.årsmøde den 14.- 20. maj 2011 krævede et flertal af deltagerne, at fremgangen skulle bruges til at stille krav til Socialdemokratiet og SF, hvis disse partier kom til at danne regering ved det næste valg, der skulle afholdes senere i 2011. Samtidig understregede man, at Enhedslisten ikke ville støtte de radikales deltagelse i en "rød regering".
Den 18. marts 2011 besluttede Enhedslisten at støtte en humanitær indsats i Libyen, hvorefter et enigt folketing stod bag en dansk deltagelse.. Allerede den 29. marts trak man imidlertid støtten tilbage med det argument, at mandatet fra FN var blevet overtrådt af NATO-styrkerne. Støtten til en humanitær indsats i Libyen blev udgangspunkt for en stor diskussion i Enhedslisten. Flere medlemmer mente ikke at det var den rigtige beslutning. På årsmødet i maj 2011 blev beslutningen dog godkendt.
| Citat | Gadaffi[sic] havde svoret, at han ville udslette sine modstandere. Det er svært at vurdere, hvor stor truslen var. Vi kan ikke vide, hvad der ville være sket, hvis Gadaffi[sic] var nået til Benghazi. Vi har ikke en krystalkugle, så det må stå hen i det uvisse.… Men hvad skulle vi ellers have gjort? Hvad var alternativerne den fredag, Gadaffi[sic] stod udenfor Benghazi | Citat |
| Citat af Pernille Skipper, folketingsmedlem for Enhedslisten, maj 2011, om begrundelse for at stemme for. | |       |

| Citat | Hvem skal vi lytte til i sådan en situation? Vi skal lytte til de freds- og konfliktforskere, som der trods alt stadig er tilbage. Vi skal ikke lytte til Sarkozy og de andre krigsforbrydere i NATO, vi skal lytte til de folk, som har forstand på konfliktløsning. Der var og er masser af alternativer til krigen. Fredsforskere fra hele verden arbejder med løsningsmodeller - også før krigen | Citat |
| Citat af Anna Rytter, folketingskandidat for Enhedslisten, maj 2011, om begrundelsen for at stemme imod. | |       |

### Støtteparti for Helle Thorning-Schmidts regeringer
I valgkampen op til folketingsvalget 15. september 2011 anbefalede Enhedslisten en S-SF-regering. Partiets fremgang i meningsmålingerne tydede på, at dets mandater ville blive afgørende for muligheden for at danne en sådan regering. Flere dagblade advarede vælgerne mod konsekvenserne af at Enhedslisten kunne opnå afgørende indflydelse på en "rød-grøn" regering, bl.a. med henvisning til det revolutionære principprogram. Flere af de nyvalgte folketingsmedlemmer mente på denne baggrund, at principprogrammet burde omskrives på væsentlige punkter.
Valget resulterede i dannelsen af regeringen Helle Thorning-Schmidt I med deltagelse af såvel socialdemokratiet og SF som de radikale. Efter et intenst forhandlingsforløb indgik Enhedslisten derefter en aftale med den nye regering om finansloven, som blev offentliggjort den 20. november 2011. Dette forlig omfattede øgede offentlige udgifter i størrelsesordenen ca. 10 mia. kr. i 2012. Den endelige vedtagelse i Folketinget af finansloven for 2012 foregik den 20. januar 2012. Det var første gang partiet valgte at stemme for en finanslov, men der var flere protester og diskussioner i Enhedslistens hovedbestyrelse. Blandt andet frygtede flere hovedbestyrelsesmedlemmer at regeringen ville lave andre forlig med borgerlige partier. Bestyrelsesmedlem Jens Otto Madsen udtalte den 24. marts, at "Hvis man fører ensidig borgerlig politik i løbet af året, kan jeg slet ikke forestille mig, at vi lægger stemmer til finansloven". Nogle mener ligefrem at partiet havde truet med at vælte finansloven på grund af utilfredsheden med S-regeringens førte politik..
Enhedslisten forhandlede året efter med regeringen om en skattereform. Disse forhandlinger brød sammen den 18. juni 2012, og regeringen valgte i stedet at indgå et forlig med den blå blok den 22. juni, der førte til skattereformen 2012. Dette forløb tilskyndede flere medlemmer af regeringspartierne SF og S til at melde sig ind i Enhedslisten. Enhedslisten meddelte i forlængelse heraf, at den ikke længere var støtteparti for regeringen.
| Citat                                  | Der lå en færdig aftale mellem Enhedslisten og regeringen, som regeringen kunne have valgt ... Det regeringen nu har valgt at gøre, det er at gå til højrefløjen. Og det mener jeg faktisk, er at pisse på de mange mennesker, som har stemt på en ny regering i den tro, at der skulle gøres op med den ulighedsskabende politik, som Lars Løkke og Pia Kjærsgaard har ført de sidste ti år ... Enhedslistens tillid til regeringen er på nuværende tidspunkt ikke eksisterende. Vi er ikke længere støtteparti for denne her regering. Vi er i opposition. | Citat |
| Johanne Schmidt Nielsen, 22. juni 2012 | |       |

På trods af denne kategoriske holdning til forliget om skattereformen indgik Enhedslisten året efter en finanslovsaftale med regeringen for finansåret 2013, som bl.a. indeholdt en aktivpakke, der skulle hjælpe de ledige, der faldt for de nye dagpengeregler i foråret 2013.
Selvom Enhedslisten stadig var regeringens parlamentariske grundlag, deltog partiet ikke i en større kontanthjælpsreform og heller ikke i finanslovsaftalen for finansåret 2014.
Ved forhandlingerne om finansloven for 2015 indgik Enhedslisten og SF en aftale med regeringen med overskriften: Et stærkere fællesskab, et tryggere arbejdsmarked og mere sundhed, der bl.a. medførte flere midler til sundheds- og dagtilbudsområdet, indførte en ny kontantydelse for jobsøgende, der har opbrugt retten til dagpenge og arbejdsmarkedsydelse, og øgede fradraget for fagforeningskontingenter.

### 2015 og frem
Ved folketingsvalget 2015 fik Enhedslisten fremgang i det meste af landet og forøgede sit mandattal med to til i alt 14 mandater. Regeringens parlamentariske grundlag mistede imidlertid samlet set sit flertal, og Thorning-Schmidt blev afløst af Lars Løkke Rasmussen som statsminister. Herefter har Enhedslisten haft en rolle som den mest venstreorienterede del af oppositionen i Folketinget. Efter valget i 2019 og frem til valget i 2022 var Enhedslisten en del af regeringen Mette Frederiksens parlamentariske grundlag.
I 2024 opstod en konflikt blandt partiets medlemmer, blandt andet som en udløber af den palæstinensisk-israelske krig i Gaza. Et flertal i partiets hovedbestyrelse lagde op til et opgør med en gruppe medlemmer i fraktionen "Rødt Venstre", der blev stiftet i 2023 som en protest mod, hvad den kaldte Enhedslistens højredrejning og accept af NATO. Gruppen ansloges at udgøre omkring 100 aktive medlemmer. Den konkrete strid i 2024 drejede sig om forholdet til den palæstinensiske organisation Demokratiske Front for Befrielse af Palæstina (DFLP), som Enhedslisten tidligere havde samarbejdet med, men som partiet lagde afstand til, efter at DFLP havde deltaget i angrebet på Israel 7. oktober 2023, hvor over 1200 mennesker blev dræbt. Her ønskede Rødt Venstre-gruppen, at Enhedslisten genoptog samarbejdet med DFLP. På et ekstraordinært årsmøde den 14. december 2024 vedtog partiet med overvældende flertal en udtalelse om, at Rødt Venstre agerer som en partiskadelig fraktion, der handler imod Enhedslistens grundlag og formål ved offentligt at undergrave partiets demokratiske beslutninger på principielle spørgsmål. Samtidig blev partiets vedtægter ændret, sådet blev nemmere for hovedbestyrelsen at ekskludere medlemmer.

## Valghistorik

### Folketingsvalg
| Valg | Stemmer | Stemmer | Mandater |
| Valg | #       | %       | Mandater |
| ---- | ------- | ------- | -------- |
| 1990 | 54.038  | 1,7 %   | 0 / 179  |
| 1994 | 104.701 | 3,1 %   | 6 / 179  |
| 1998 | 91.933  | 2,7 %   | 5 / 179  |
| 2001 | 82.685  | 2,4 %   | 4 / 179  |
| 2005 | 114.123 | 3,4 %   | 6 / 179  |
| 2007 | 74.674  | 2,2 %   | 4 / 179  |
| 2011 | 236.860 | 6,7 %   | 12 / 179 |
| 2015 | 274.444 | 7,8 %   | 14 / 179 |
| 2019 | 244.664 | 6,9 %   | 13 / 179 |
| 2022 | 181.452 | 5,1 %   | 9 / 179  |

### Europa-Parlamentsvalg
| Valg | Stemmer | Stemmer | Mandater |
| Valg | #       | %       | Mandater |
| ---- | ------- | ------- | -------- |
| 2019 | 151.903 | 5,5%    | 1 / 13   |
| 2024 | 172.009 | 7,0%    | 1 / 15   |

Ved Europa-Parlamentsvalget 2019 stillede Enhedslisten for første gang op og opnåede valg. Partiet repræsenteres af Nikolaj Villumsen. Enhedslisten sidder i gruppen Forenede Europæiske Venstrefløj/Nordisk Grønne Venstre (The LEFT).

## Organisation
Partiet ledes kollektivt, i modsætning til Folketingets øvrige politiske partier. Enhedslisten beror grundlæggende på lokalafdelinger og essentielle beslutninger træffes på partiets årsmøde, hvor partiets hovedbestyrelse også udvælges, som den daglige partiledelse står til ansvar overfor.
Partiets vedtægter rummer et rotiationsprincip, der betyder, at alle partiets centrale tillidshverv er tidsbegrænsede. Det betyder, at folketingsmedlemmer ikke kan genvælges som folketingskandidater efter at have siddet i Folketinget i syv år, og at borgmestre, rådmænd og medlemmer af Europa-Parlamentet heller ikke kan genopstille efter syv år i embedet. Eneste undtagelse er menige byrådsmedlemmer. For ansatte gælder det, at man højst kan arbejde ti år for partiet.
Derudover har partiet en regel om, at folketingsmedlemmernes vederlag er på niveau med den gennemsnitlige løn for en faglært metalarbejders løn i København (minus fradrag af skat og særlige udgifter). Forskellen mellem Folketingets vederlag på omkring 600.000 kr. årlig og metalarbejderens løn indbetales i partiskat. Partiets medlemmer af kommunalbestyrelser og regionsråd betaler desuden 1/3 af bruttobeløbet fra hvervet i partiskat. Ansattes løn er på samme niveau som folketingsmedlemmernes, og partiet kræver desuden, at alle ansatte er medlem af partiet.
Selvom Enhedslisten ikke som de andre partier i Folketinget har en formand eller leder, har partiet siden 2009 haft en politisk ordfører valgt af folketingsgruppen, som leder denne. Den politiske ordførerpost fungerer som partiets ansigt udadtil, men indehaveren opfattes bredt i offentligheden som partiets de facto leder.

### Folketingsgruppe
Mai Villadsen var politisk ordfører fra 2021 til 22. august 2023, hvor Pelle Dragsted blev udnævnt til ny politisk ordfører. Villadsen skal på barsel og kan ikke genvælges til næste valg grundet partiets rotationsprincip, hvorfor en ny politisk ordfører blev valgt. Enhedslisten blev valgt ind med 9 mandater til Folketingsvalget 2022, heriblandt to suppleanter fra og med efteråret 2023, grundet Mai Villadsen og Peder Hvelplunds respektive orlover. Mai Villadsen vendte tilbage fra barsel 10. september 2024, hvor hun overtog ordførerskaberne fra sin suppleant, Anne Hegelund. Hvelplund vendte tillige tilbage 30. september 2024 til sine forhenværende ordførerskaber. Jette Gottlieb stoppede i Folketinget den 31. oktober 2024. 1. november 2024 overtog Leila Stockmarr pladsen i folketingsgruppen.
| Navn                 | Ordfører                                                                              | Medlem | Noter             |
| -------------------- | ------------------------------------------------------------------------------------- | ------ | ----------------- |
| Pelle Dragsted       | Skat                                                                                  | 2000   | Politisk ordfører |
| Peder Hvelplund      | Indfødsret, Sundhed, Psykiatri, Ældre                                                 | 1989   | Gruppeleder       |
| Rosa Lund            | Ret, Udlændinge, Ligestilling, Handicap, Demokrati, IT                                | 2005   |                   |
| Trine Pertou Mach    | Finans, Udenrigs, Udvikling, Arktis, Nordisk samarbejde, Færøerne, Grønland           | 2021   |                   |
| Søren Egge Rasmussen | Energi, Forsyning, Bolig, Fødevare, Landbrug, Fiskeri, Dyrevelfærd                    | 1991   |                   |
| Leila Stockmarr      | Klima, Miljø, Natur, Transport                                                        | 2021   |                   |
| Søren Søndergaard    | EU, Europarådet, Forsvar- og beredskab, Kultur, Medier, Idræt, Kirke                  | 1989   |                   |
| Victoria Velásquez   | Beskæftigelse, Arbejdsmarked, Arbejdsmiljø, Social, Erhverv                           | 2008   |                   |
| Mai Villadsen        | Børn, Unge, Familie, Uddannelse- og undervisning, Forskning, Kommuner, Landdistrikter |        |                   |

## Økonomi
I valgåret 2019 havde Enhedslisten indtægter for 20 mio. kr. og udgifter for 21 mio. kr., hvoraf de 5 mio. kr. blev angivet at gå til udgifter i forbindelse med folketings- og Europaparlamentsvalgene det år. Af indtægterne kom 6 mio. kr. fra medlemskontingenter, 9 mio. kr. var offentlig partistøtte, 2,4 mio. kr. var indtægter fra partiets såkaldte partiskat, og 1,6 mio. kr. var bidrag fra faglige organisationer, virksomheder og enkeltpersoner. Enhedslisten oplyser størrelse og bidragyderens navn for alle bidrag over 5.000 kr. 39 personer havde givet beløb over 5.000 kr. i 2019 (primært partiskattebetalinger) og desuden følgende to organisationer:
- Blik- og Rørarbejderforbundet i Danmark
- "Klubben HK" i HK Danmark

## Medlemsudvikling og vælgere

### Medlemmer
I tabellen nedenfor er angivet medlemstallet omkring 1. oktober hvert af de pågældende år fra 1992 til 2017.
| År   | Antal medlemmer | Ændring i procent |
| 1992 | 1.082           | –                 |
| 1993 | 999             | -7,7%             |
| 1994 | 1.093           | +9,4%             |
| 1995 | 1.189           | +8,8%             |
| 1996 | 1.282           | +7,8%             |
| 1997 | 1.479           | +15,4%            |
| 1998 | 2.023           | +36,8%            |
| 1999 | 1.968           | -2,7%             |
| 2000 | 1.945           | -1,1%             |
| 2001 | 1.992           | +2,4%             |
| 2002 | 2.366           | +18,8%            |
| 2003 | 2.321           | -1,9%             |
| 2004 | 2.524           | +8,7%             |
| 2005 | 3.739           | +48,1%            |
| 2006 | 4.127           | +10,4%            |
| 2007 | 4.099           | -0,7%             |
| 2008 | 4.330           | +5,6%             |
| 2009 | 4.373           | +1,0%             |
| 2010 | 4.553           | +4,1%             |
| 2011 | 7.714           | +51,0%            |
| 2012 | 9.385           | +21,7%            |
| 2013 | 9.483           | +1,0%             |
| 2014 | 9.023           | -4,9%             |
| 2015 | 9.504           | +5,3%             |
| 2016 | 9.335           | -1,8%             |
| 2017 | 9.015           | -3,4%             |
| 2018 | 8.936           | -3,4%             |
| 2019 | 9.662           | +8,1%             |

### Vælgerskare
Enhedslisten har en overvægt af kvinder blandt sine vælgere, idet 58 % var kvinder ifølge en undersøgelse af valgforsker Kasper Møller Hansen i 2020. 41 % af partiets vælgere havde ifølge undersøgelsen en videregående uddannelse, heraf 19 %-point en lang videregående uddannelse, mens 24 % havde en erhvervsuddannelse og 20 % ingen uddannelse udover folkeskolen. Knap en fjerdedel var studerende og knap en fjerdedel pensionister.
Det er i de store byer, at partiet har størst opbakning. På Nørrebro og Vesterbro (samt få andre steder i København) var Enhedslisten det parti, der fik flest stemmer til folketingsvalget 2019.